# И (фамилия)
И — фамилия азиатского происхождения.

## Китайская фамилия
И (Yi) — несколько омонимичных китайских фамилий:
- 羿
- 弋
- 伊
- 易 — гл. менять (см. Ицзин), река и уезд в провинции Хэбэй.
- 益.

### Известные И
- И Ган (род. 1958) — китайский экономист, глава Народного банка Китая.
- И Жеён — китайский бизнесмен, который был обвинён в причастности к коррупции в бельгийском футболе.
- И Ли (кит. упр. 易立; род. 1987) — китайский профессиональный баскетболист.
- И Ляньхун (род. 1959) — китайский государственный и политический деятель, секретарь парткома КПК провинции Чжецзян с 7 декабря 2022 года.
- И Сылин (кит. упр. 易思玲, пиньинь Yì Sīlíng, род. 1989) — китайский стрелок, олимпийская чемпионка.
- И Тэн (род. 1990) — китайский футболист, защитник клуба «Гуанчжоу Фули».
- И Цзолинь (1897—1945) — китайский лингвист.
- И Цзяньлянь (род. 1987) — китайский баскетболист.
- И Чжэньмэй, Люция (кит.  易貞美 璐琪, 1815—1862) — святая Римско-Католической Церкви, мученица.
- И Юаньцзи — художник XI в.

## Носители фамилии И у других народов
- Андрей И (род. 1959) — актёр, режиссёр, сценарист, телеведущий.
- И, Шарлин (род. 1986) — американская актриса, музыкант, художник, писатель.
- И Бхам Энюол (1923—1975) — один из лидеров националистического движения тхыонгов во Вьетнаме.
- И Густи Нгурах Рай (1917—1946) — индонезийский военный деятель, участник войны за независимость.